# Reino de Araba

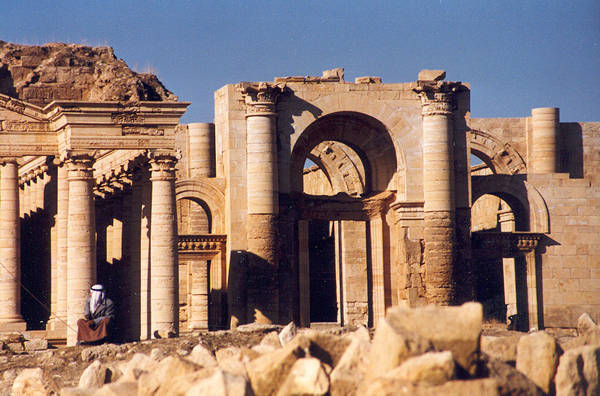
Ruínas de Hatra

O reino de Araba ou simplesmente Araba foi um Estado-tampão semiautônomo do século I a.C. situado entre a República Romana e o Império Parta, no atual Iraque. Esteve ao longo de sua história majoritariamente sob influência dos partas. Sua capital foi Hatra, uma cidade provavelmente fundada no século III ou II a.C., sob o Império Selêucida.
Os árabes foram comuns na Mesopotâmia do período selêucida (século III), porém credita-se a Araba a primazia como o primeiro Estado árabe a ser estabelecido fora da Arábia. Apesar disso, esta distinção é por vezes atribuída a Hira (c. 300), um estado vassalo do Império Sassânida.